# Chen Jin
Chen Jin (Handan, 10 januari 1986) is een Chinese badmintonner. Hij werd in 2010 wereldkampioen in het mannen enkelspel en won de bronzen medaille op de Olympische Spelen in 2008.

## Carrière
Chen Jin werd zowel in 2002 als in 2004 wereldkampioen bij de junioren.
In 2008 won hij de bronzen medaille op de Olympische Spelen in een wedstrijd tegen Lee Hyun-il nadat hij in de halve finale het onderspit moest delven tegen zijn landgenoot Lin Dan.
In 2009 veroverde hij de zilveren medaille op het wereldkampioenschap nadat hij opnieuw zijn meerdere moest erkennen in Lin Dan. Een jaar later was het wel raak. Lin Dan verloor toen verrassend in de kwartfinale waardoor de weg naar zijn eerste wereldtitel open lag. Hij versloeg Taufik Hidayat in de finale. In 2011 haalde hij nog een bronzen medaille op de wereldkampioenschappen.

## Medailles op Olympische Spelen en wereldkampioenschappen
| Logo van de Olympische Spelen | Onderdeel        | Resultaat |
| ----------------------------- | ---------------- | --------- |
| 2008                          | Mannen enkelspel | Brons     |
| WK                            | Onderdeel        | Resultaat |
| 2009                          | Mannen enkelspel | Zilver    |
| 2010                          | Mannen enkelspel | Goud      |
| 2011                          | Mannen enkelspel | Brons     |